# ناصر العمر
ناصر بن سليمان العمر (ولد 1373 هـ / 1952 م)، عالم وداعية سعودي، من أهل السنة.

## النشأة والتعليم
ولد ناصر بن سليمان بن محمد العمر في قرية المريدسية التابعة لمدينة بريدة بمنطقة القصيم، ويرجع في نسبه إلى قبيلة بني خالد المعروفة.
أنهى دراسته الثانوية عام 1390 هـ من معهد الرياض العلمي، ثم أنهى دراسته الجامعية من كلية الشريعة عام 1394 هـ.
عين معيداً في جامعة الإمام محمد بن سعود الإسلامية، بكلية أصول الدين – قسم القرآن وعلومه. ثم حصل على درجة الماجستير من كلية أصول الدين، قسم القرآن وعلومه، عام 1399 هـ/ 1979م، ثم على درجة الدكتوراه من كلية أصول الدين، قسم القرآن وعلومه، عام 1404 هـ/ 1984م .

## المؤلفات

### كتب
- الوسطية في القرآن الكريم.
- سورة الحجرات دراسة تحليلية وموضوعية.
- العهد والميثاق في القرآن الكريم.
- تحقيق كتاب (البرهان في متشابه القرآن) لمحمود بن حمزة الكرماني.
- تحقيق ودراسة الجزء الأول من (لباب التفسير) لمحمود بن حمزة الكرماني.
- فقه الاستشارة.
- فرغ من شرح مسلم من منظور تربوي وهو في طور المراجعة والتصحيح.
- آيات للسائلين وهو مجلد حوى تفسيراً تحليلياً موضوعياً لسورة يوسف.

### الرسائل
كثيرة ومنها:
- التوحيد أولاً.
- فقه الواقع.
- مقومات السعادة الزوجية.
- رمضان مدرسة الأجيال.
- السعادة بين الوهم والحقيقة.
- الفتور.
- أسباب سقوط الأندلس.
- البث المباشر حقائق وأرقام.
- بناتنا بين التغريب والعفاف.
- التوحيد أولاً.
- حقيقة الانتصار.
- الحكمة.
- رؤية إستراتيجية في القضية الفلسطينية.
- جزيرة العرب بين التشريف والتكليف.
- بيوت مطمئنة.
- وكانوا لنا عابدين.
- مختصر في فقه الاعتكاف.
- الاختلاف في العمل الإسلامي.
- امتحان القلوب.
- العلم ضرورة شرعية.
- جامعة الصيام.
- لحوم العلماء مسمومة.
- مشروع مقترح.
- رسالة المسلم في حقبة العولمة.
- ثوابت الأمة في ظل المتغيرات الدولية.

## اعتقاله
اعتُقل في سبتمبر 2018 ، يُقال: بسبب تغريدة غرَّدها في حسابه في تويتر.